# 프라이아다바라 등대

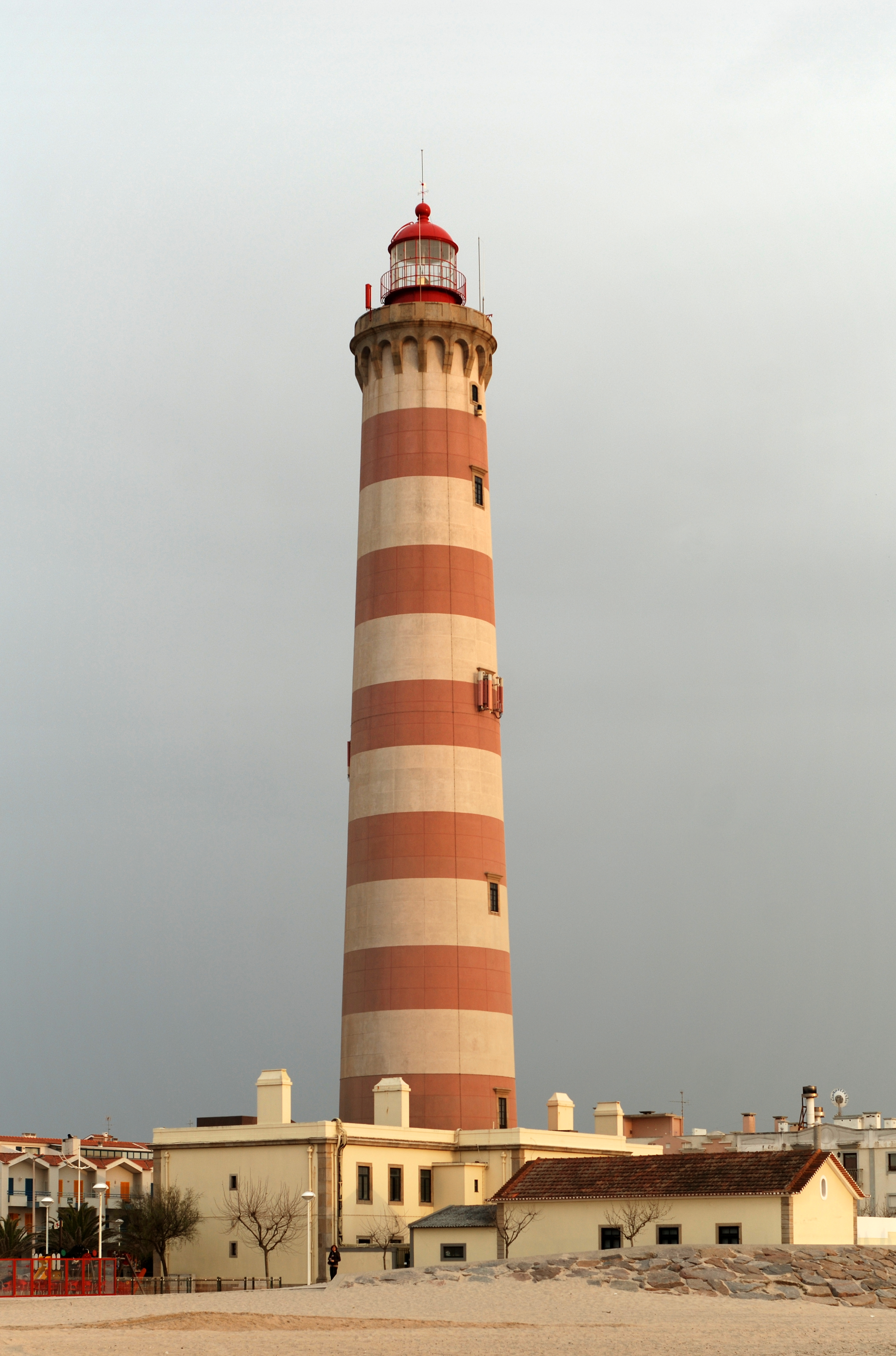

프라이아다바라 등대(Lighthouse of Praia da Barra, Farol de Aveiro/Farol da Praia da Barra)는 포르투갈 아베이루현 일랴부에 위치한 등대이다. 프라이아다바라 해안에 위치해 있다. 포르투갈에서 가장 높은 등대로, 높이는 62미터에 이른다. 대서양의 폭풍에 노출되며 해변을 관찰한다. 일반에 공개되어 있으며 14:00부터 17:00 사이 매주 수요일 방문객이 찾는다.